# Teublitz
Teublitz je německé město ve spolkové zemi Bavorsko v okrese Schwandorf.

## Geografie města
Teublitz se nachází v centrální části Horních Falc v trojúhelníku Teublitz, Burglengenfeld a Maxhütte-Haidhof. Nachází se 29 km od hlavního města Horních Falc (Regensburgu) a 14 km od velkého krajského města Schwandorf. Obec leží na východním břehu řeky Naab.

### Struktura města
Město má 17 místních částí:
- Bömmerlschlag
- Frauenhof
- Froschlacke
- Glashütte
- Katzdorf
- Köblitz
- Kremplschlag
- Kuntsdorf
- Loisnitz
- Münchshofen
- Oberhof
- Premberg
- Richthof
- Saltendorf an der Naab
- Stocka
- Teublitz
- Weiherdorf

## Historie
Teublitzská část Premberg na Naab byl v karolínské době hlavní hraniční místo ke Slovanům. První zmínka o městě pochází z roku 1230, v adresáři, který nechal sestavit Ota II. Bavorský s cílem získat přehled o všech příjmech ze svého majetku. Zámek ve středu města Teublitz byl postaven před rokem 1780. Z doby třicetileté války je „pevnost“, která byla původně vyzbrojena dřevěnými palisádami a sloužila jako útočiště a shromažďovací místo pro okolní obce. V srpnu 1939 byl povýšen na trhovou obci a v červenci 1953 na město.

## Ekonomika a infrastruktura
V Teublitz je pobočka Läpple AG s přibližně 800 zaměstnanci, která vyrábí listy pro panely karoserie. Také zde sídlí několik malých a středních podniků, jakož i oddělení dobrovolných hasičů sklad v průmyslové zóně.

### Doprava
Teublitz leží blízko u národní dálnice A15, která vede severně směrem na Schwandorf a na jih do Regensburgu. Město také má přístup k dálnici A93 směřující do Regensburgu a A9 směr Mnichov. Teublitz leží na železniční trati Haidhof-Burglengenfeld , ale ta se používá jen pro nákladní dopravu. Také je Teublitz křižovatka několika krajských silnic. Také město provozuje linkovou dopravu.

## Veřejné prostory
Teublitz má základní a střední školu, tělocvičnu, dva venkovní bazény, školku, polikliniku, zubařské centrum, dvě lékárny, trh a různé obchody.

## Politika
Od 1. května 2020 je městská rada v Teublitz vedená CSU (10 křesel), SPD (6 křesel), nezávislí voliči (2 křesla) a Zelení (1 křeslo).

## Partnerská města
- Baborów, Polsko
- Blovice, Česko

## Městský znak
Azurové a zlaté pozadí se vznášející stříbrnou labutí s černým zobákem, a na obou bočních vrcholech klas obilí. Tento znak byl přijat v roce 1939.

## Rodáci
- Gert-John Hagemann (* 1958), brigádní generál Bundeswehru